# Cesseville
Cesseville est une commune française située dans le département de l'Eure, en région Normandie.

## Géographie

### Localisation
| Crestot        |                                   | Criquebeuf-la-Campagne |
| Crestot Iville | Cesseville                        | Ecquetot               |
|                | Marbeuf, Saint-Aubin-d'Écrosville |                        |

### Hydrographie
La commune est située dans le bassin Seine-Normandie. Elle n'est drainée par aucun cours d'eau,.

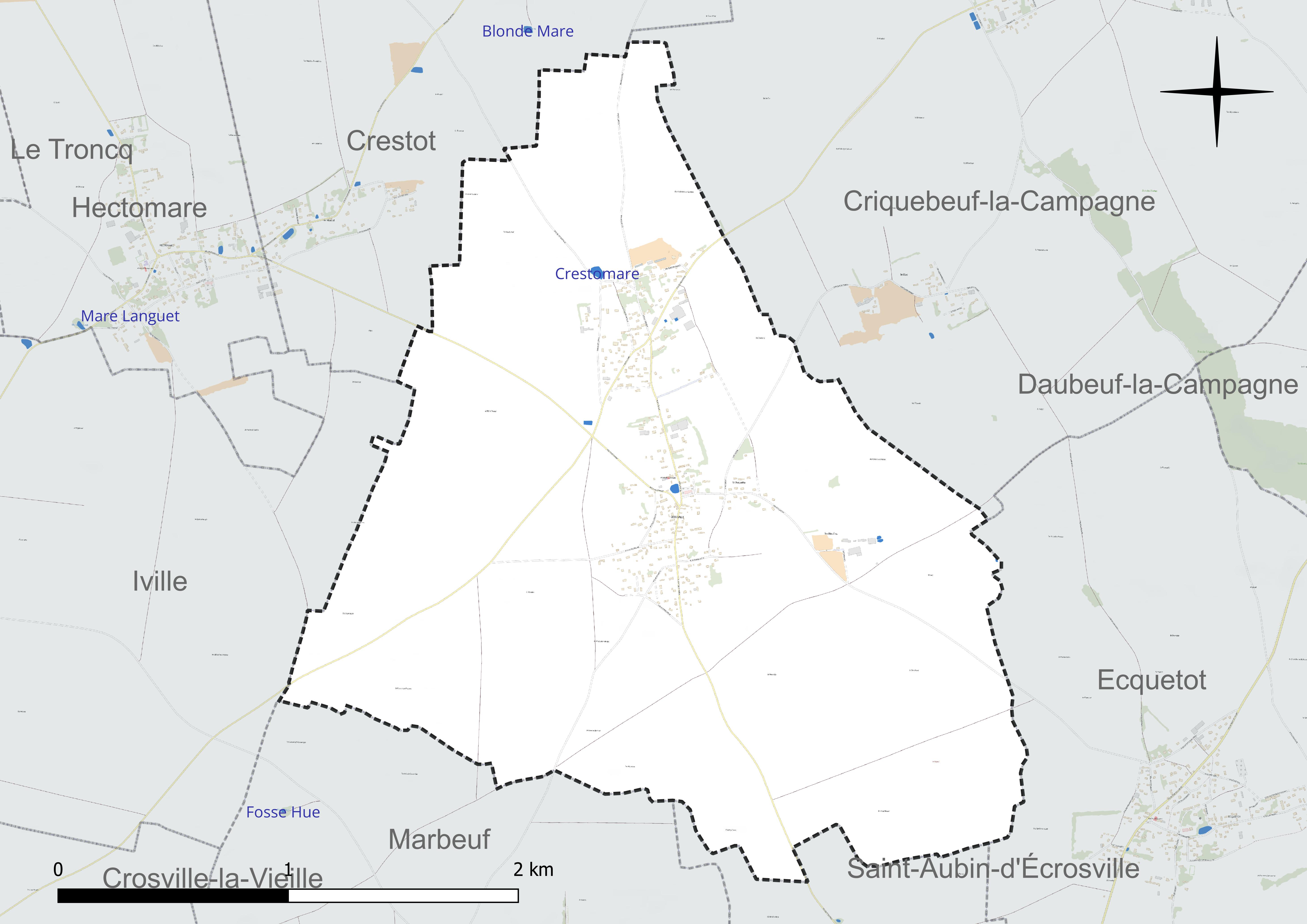
Réseau hydrographique de Cesseville.

Un plan d'eau complète le réseau hydrographique : Crestomare (0,2 ha),.

### Climat
Pour des articles plus généraux, voir Climat de la Normandie et Climat de l'Eure.
En 2010, le climat de la commune est de type climat océanique dégradé des plaines du Centre et du Nord, selon une étude du CNRS s'appuyant sur une série de données couvrant la période 1971-2000. En 2020, Météo-France publie une typologie des climats de la France métropolitaine dans laquelle la commune est exposée à un climat océanique et est dans la région climatique  Côtes de la Manche orientale, caractérisée par un faible ensoleillement (1 550 h/an) ; forte humidité de l’air (plus de 20 h/jour avec humidité relative > 80 % en hiver), vents forts fréquents. Parallèlement le GIEC normand, un groupe régional d’experts sur le climat, différencie quant à lui, dans une étude de 2020, trois grands types de climats pour la région Normandie, nuancés à une échelle plus fine par les facteurs géographiques locaux. La commune est, selon ce zonage, exposée à un « climat des plateaux abrités », correspondant aux plaines agricoles de l’Eure, avec une pluviométrie beaucoup plus faible que dans la plaine de Caen en raison du double effet d’abri provoqué par les collines du Bocage normand et par celles qui s’étendent sur un axe du Pays d'Auge au Perche.
Pour la période 1971-2000, la température annuelle moyenne est de 10,3 °C, avec  une amplitude thermique annuelle de 14 °C. Le cumul annuel moyen de précipitations est de 756 mm, avec 12 jours de précipitations en janvier et 8,1 jours en juillet. Pour la période 1991-2020, la température moyenne annuelle observée sur la station météorologique la plus proche, située sur la commune de Louviers à 14 km à vol d'oiseau, est de 11,8 °C et le cumul annuel moyen de précipitations est de 719,5 mm,. Pour l'avenir, les paramètres climatiques de la commune estimés pour 2050 selon différents scénarios d’émission de gaz à effet de serre sont consultables sur un site dédié publié par Météo-France en novembre 2022.

## Urbanisme

### Typologie
Au 1er janvier 2024, Cesseville est catégorisée commune rurale à habitat dispersé, selon la nouvelle grille communale de densité à 7 niveaux définie par l'Insee en 2022.
Elle est située hors unité urbaine. Par ailleurs la commune fait partie de l'aire d'attraction de Louviers, dont elle est une commune de la couronne,. Cette aire, qui regroupe 44 communes, est catégorisée dans les aires de 50 000 à moins de 200 000 habitants,.

### Occupation des sols
L'occupation des sols de la commune, telle qu'elle ressort de la base de données européenne d’occupation biophysique des sols Corine Land Cover (CLC), est marquée par l'importance des territoires agricoles (91,8 % en 2018), en diminution par rapport à 1990 (93,6 %). La répartition détaillée en 2018 est la suivante : 
terres arables (91,8 %), zones urbanisées (8,2 %). L'évolution de l’occupation des sols de la commune et de ses infrastructures peut être observée sur les différentes représentations cartographiques du territoire : la carte de Cassini (XVIIIe siècle), la carte d'état-major (1820-1866) et les cartes ou photos aériennes de l'IGN pour la période actuelle (1950 à aujourd'hui).

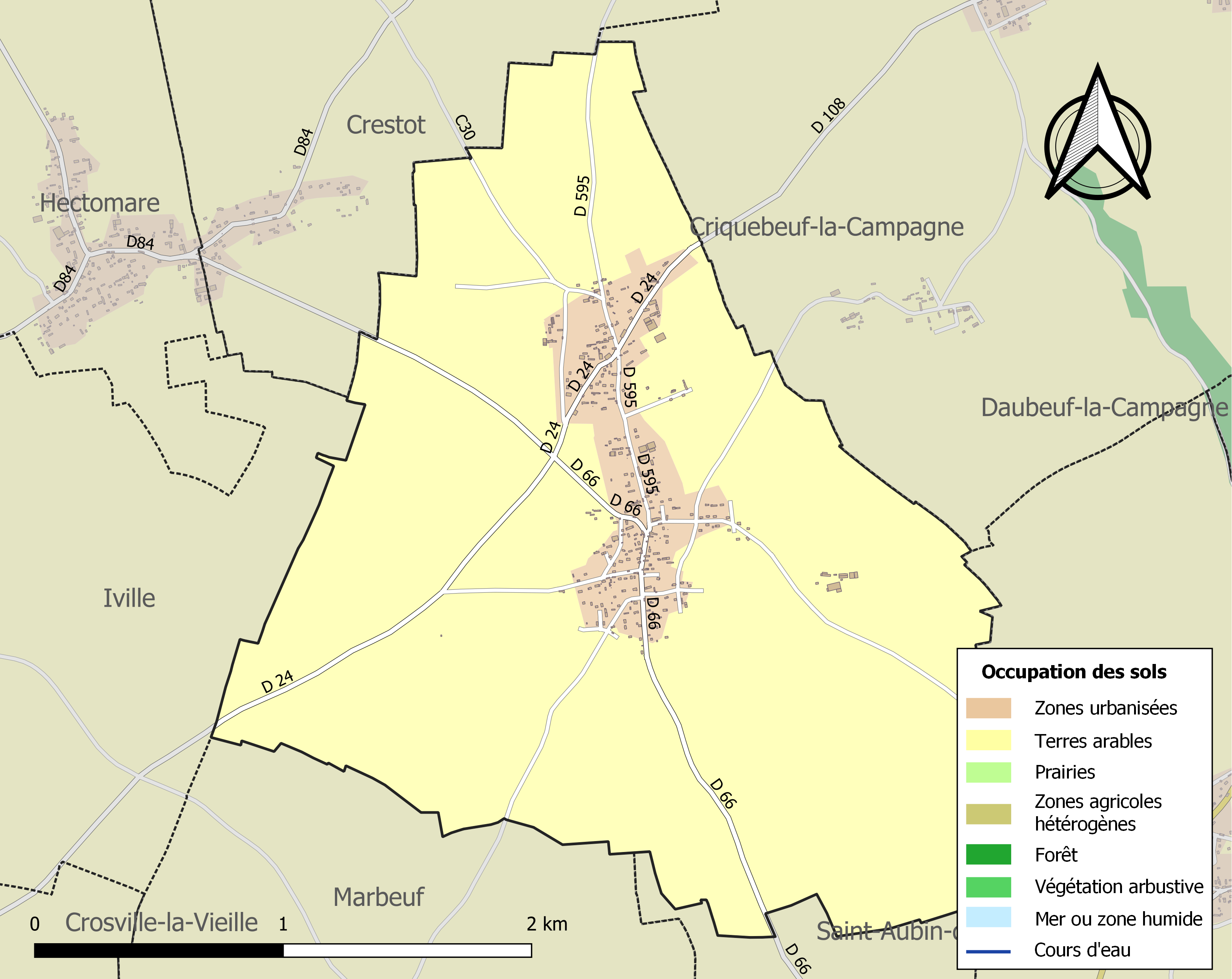
Carte des infrastructures et de l'occupation des sols de la commune en 2018 (CLC).

## Toponymie
Le nom de la localité est attesté sous la forme Sessevilla en 1195; Sessevilla en 1209 (cartulaire du Bec); Sessevilla en 1214 (feoda Ebroicensis comitatus); Sescevilla vers 1380 (Bibl. nat.).
Remarque préliminaire : la graphie moderne Cesseville s'est imposée aux dépens de celle, traditionnelle et étymologique, *Sesseville, sans doute inspirée par le verbe cesser.
Il s'agit d'une formation toponymique médiévale en -ville au sens ancien de « domaine rural ». Le premier élément Cesse- représente un anthroponyme selon le cas général,.
Le nom de personne contenu dans Cesseville pourrait être celui d'origine germanique Sessa, selon Albert Dauzat, bien qu'il soit difficile de savoir à quelle racine germanique il peut se rattacher (*Sessa). En revanche, le même auteur propose Saxo pour Saisseval (Somme) sans citer de forme ancienne, tout comme François de Beaurepaire qui pourtant rapproche Cesseville de Saisseval en citant le nom de personne germanique Saixo, qui ne semble d'ailleurs pas attesté (*Saixo), bien qu'une forme plus tardive de l'élément anthroponymique Seix- soit relevée. À priori si Saxo peut expliquer Saisseval, rien ne s'oppose au recours au nom de personne scandinave Saxi dans le cas de Cesseville, puisqu'il est déjà reconnu dans les Sassetot ( Seine-Maritime) et les Sauxtour, Saussetour (Manche). Cesseville est en outre entouré de toponymes scandinaves.

## Histoire
L'église et son site incluant le mur du cimetière et la mare centrale du village sont classés Monument Historique.
En 2008, trois personnes qui veulent préserver cette église forment une association, Cesseville Patrimoine. Au mois d'avril 2011, des travaux ont été réalisés avec de l'argent que l'association a gagné en faisant des manifestations : deux concerts, une exposition de peinture, les journées du patrimoine et bien d'autres.

## Politique et administration
| Période                                  | Période  | Identité        | Étiquette | Qualité   |
| ---------------------------------------- | -------- | --------------- | --------- | --------- |
| mars 2001                                | 2014     | Michel Lefebvre |           |           |
| mars 2014                                | En cours | Alain Debus     | SE        | Ingénieur |
| Les données manquantes sont à compléter. |          |                 |           |           |

## Démographie
L'évolution du nombre d'habitants est connue à travers les recensements de la population effectués dans la commune depuis 1793. Pour les communes de moins de 10 000 habitants, une enquête de recensement portant sur toute la population est réalisée tous les cinq ans, les populations de référence des années intermédiaires étant quant à elles estimées par interpolation ou extrapolation. Pour la commune, le premier recensement exhaustif entrant dans le cadre du nouveau dispositif a été réalisé en 2005.

En 2022, la commune comptait 443 habitants, en évolution de −9,22 % par rapport à 2016 (Eure : −0,25 %, France hors Mayotte : +2,11 %).
| 1793 | 1800 | 1806 | 1821 | 1831 | 1836 | 1841 | 1846 | 1851 |
| ---- | ---- | ---- | ---- | ---- | ---- | ---- | ---- | ---- |
| 608  | 628  | 663  | 558  | 557  | 551  | 539  | 557  | 507  |

| 1856 | 1861 | 1866 | 1872 | 1876 | 1881 | 1886 | 1891 | 1896 |
| ---- | ---- | ---- | ---- | ---- | ---- | ---- | ---- | ---- |
| 459  | 434  | 426  | 393  | 369  | 333  | 324  | 323  | 298  |

| 1901 | 1906 | 1911 | 1921 | 1926 | 1931 | 1936 | 1946 | 1954 |
| ---- | ---- | ---- | ---- | ---- | ---- | ---- | ---- | ---- |
| 268  | 237  | 227  | 201  | 183  | 177  | 190  | 203  | 201  |

| 1962 | 1968 | 1975 | 1982 | 1990 | 1999 | 2005 | 2006 | 2010 |
| ---- | ---- | ---- | ---- | ---- | ---- | ---- | ---- | ---- |
| 208  | 188  | 207  | 252  | 323  | 331  | 391  | 398  | 441  |

| 2015 | 2020 | 2022 | - | - | - | - | - | - |
| ---- | ---- | ---- | - | - | - | - | - | - |
| 481  | 444  | 443  | - | - | - | - | - | - |

## Culture locale et patrimoine

### Lieux et monuments
La commune de Cesseville compte un édifice classé au titre des monuments historiques :
- l'église Notre-Dame (XVe et XVIe)  Classé MH (1929)[24].

### Patrimoine naturel

#### Site classé
- L'église Notre-Dame et son cimetière avec la croix, le muret et la mare voisine  Site classé (1924)[25].

### Héraldique
| Blason de Cesseville | Blason  | D'argent à la bande d'azur chargée de deux croisettes ancrées d'or. |
| Blason de Cesseville | Détails | Création Maurice Beaucousin. Adopté le 18 janvier 2016.             |